# Cymodocella georgiana
Cymodocella georgiana là một loài chân đều trong họ Sphaeromatidae. Loài này được Walker miêu tả khoa học năm 1901.